# CityBird
CityBird fue una aerolínea fundada en 1996 con sede en el Edificio 117 D del Aeropuerto Melsbroek en Zaventem. La aerolínea se declaró en quiebra en octubre de 2001. Thomas Cook consideraba la compra de ella de la fuera de la quiebra, pero más tarde se retiró. Volaron una flota de 12 aviones incluyendo Boeing 767-300ER , Airbus A300-600 , Boeing 737 y McDonnell Douglas MD-11 . Más de 50 ciudades europeas fueron servidos a través de Bruselas. CityBird empleaba a más de 600 empleados a partir de 2001 y fue incluido en el NASDAQ Europa a.k.a Eastda bajo el símbolo CBIR ( CityBird Holding SA ) en noviembre de 1997 .
Sus aviones ofrecían un "Royal Eagle" clase de negocios , clase "Premium Flamingo "(no en Newark ) , y la clase turista " Colibrí".  Ellos usaron el enfoque de "punto a punto" para los viajes en avión y no el "hub and spoke" en el que todos los vuelos (de Los Ángeles, Newark, Oakland, Miami, Orlando o Ciudad de México) todos iban al aeropuerto de Bruselas . Todas las aeronaves aparece el lema de la compañía aérea, "El sueño del vuelo . " En julio de 1999 , CityBird comenzó actividades de carga utilizando dos A300-600 " cargueros llenos . "

## Historia
El 6 de agosto de 1996 fue el nacimiento de CityBird. La compañía fue fundada por los hoteles de la ciudad y Nueva Europeo de Inversiones. Se convirtió en CEO Victor Hasson (propietario Hoteles Ciudad), que cofundó con Georges Gutelman en 1994 Euro belgas Airlines. Georges Gutelman tenía en los años 70, la empresa belga fundada TEA, que se declaró en quiebra en 1991. En abril de 1996 Euro belga Airlines fue vendida a Richard Branson, que la compañía cambió el nombre de la Virgen Express.In 1996 creó la marca nueva aerolínea belga: CityBird. El objetivo era poner en los vuelos de larga distancia a diversos destinos de vacaciones. Los primeros destinos fueron en el estado norteamericano de la Florida y en el Caribe. El primer avión, un MD11 con el registro OO-CTB, fue entregado en Bruselas el 9 de diciembre de 1996 y fue inmediatamente utilizando un arrendamiento con tripulación arrendado a los franceses de la estrella de Europa hasta el 25 de marzo de 1997. El primer vuelo de la propia CityBird finalmente partió el 27 de marzo 97 a la Ciudad de México. Este fue el inicio de operaciones de la CityBird que continuarían hasta 2001.
En 1998 se desarrolló una sociedad entre CityBird y Sabena. Esta última adquirió el 11,2% de las acciones de City Bird y comenzaron alquilar dos MD11 para las conexiones a Nueva York, Montreal y Sao Paulo. Los aviones fueron pintados totalmente en colores Sabena. Este contrato fue firmado en las negociaciones en 1997. En la primavera de 1999 aparecieron los primeros enfrentamientos entre Sabena y CityBird sucesivamente. Sabena, propietaria de acciones de City Bird, puso fin a su colaboración. La razón era que CityBird sin consultar a un B767-300 arrendado durante seis meses en el LIC (Lignes Aériennes Congolaises) que salió volando en la ruta Bruselas-Kinshasa, que era una ruta importante en la red de Sabena y por lo tanto para la competencia hecha. Al mismo tiempo, dejar que CityBird siendo dos de Sabena de su MD11 que los siete veces por semana volamos a Newark y seis veces a la semana a Montreal. Este contrato tiene una duración de cinco años. El ex director general de la CityBird, Victor Hasson, afirmó que Sabena quería detener la expansión de la CityBird. Las dos compañías terminaron en los tribunales y Sabena vender sistemáticamente sus acciones.
En 1999 la CityBird añadió dos cargueros a su flota . Dos A300-600F se pusieron a disposición . El primer año , estos aviones contrató a casi todo el período por el CAL y Air France , que CityBird era cerca de dos nuevos dispositivos a bestellen.In septiembre de 1999 hicieron CityBird anunció que espera que el año 1999 por primera vez con la victoria salida. La tasa de ocupación de los vuelos se incrementó en 65 % en 1998 al 79% en 1999 .
El 10 de febrero de 2000 la CityBird comenzó a volar distancias cortas y medias de la cuenca del Mediterráneo, dirigida por B737. NUR turística, un paraguas para la eternidad, Neckermann y Pegase, utilizado anteriormente por Virgin Express para sus vuelos chárter, pero firmó un contrato con la CityBird que casi la mitad de estos vuelos tomaría por su cuenta. La razón de este nuevo contrato fue el gran número de quejas que los años anteriores se encendieron los continuos retrasos en Virgin Express. CityBird encabezó la huida NUR turística con cinco B737 que se entregó a través de un seco-arrendar los próximos dieciocho meses.
Victor Hasson vio a un cliente importante en el sector turístico: "Nosotros, por otra parte (en comparación con Virgin Express) buscar o expansión en la industria de flete. Los precios son muy afiladas, pero si usted mantiene sus costos bajo control, también tienen la seguridad de tráfico. El riesgo comercial para vender los asientos se encuentra con el operador turístico, no con nosotros ".
En marzo de 2001 la tormenta estalla entre Sabena y CityBird nuevo. Sabena , que había firmado un contrato para contratar a dos MD11 por un período de cinco años , el contrato sopla . Estos dos aviones se arrendaron a partir de la primavera de 1998 Sabena y cuestan $ 56 millones por año. Eso le dio CityBird como unos $ 100 millones anuales en bruto. La CityBird había llevado a cabo el mantenimiento de sus B737 por Sabena. Al Inflar el contrato fue el resultado de una auditoría ordenada por el personal sobre el estado de Sabena . Esto demostró que la contratación de estos dos de MD11 eran casi dos veces más alta que el entonces precio de mercado. El avión no encajaba en la flota Airbus de Sabena . La cancelación de este contrato después se subyacer también la destrucción de la CityBird.
En marzo de 2001 , las tres compañías más grandes , Sabena , Virgin Express y City Bird, conocida por sus pérdidas para el año 2000 . CityBird reportó una pérdida de 2,5 mil millones de francos belgas ( 62,5 millones de euros ) . La mayor parte de esta pérdida se debió a la cancelación del contrato por parte de Sabena . El año anterior fue "sólo" CityBird con una pérdida de 374 millones de francos belgas ( 9,35 millones de euros ) que era pequeño en comparación con las pérdidas de Sabena y Virgin Sobelair Express. City Bird fue en 2001 tenía también tres aviones MD11, dos usados por Sabena y uno que se utiliza en sí , sino de donde quisieran . Por lo tanto, CityBird negoció con Boeing para cancelar los contratos de arrendamiento de los tres aviones, que le costaba a la empresa 2,1 mil millones de francos belgas ( 52,5 millones de euros).
Afortunadamente Sabena también tenía CityBird pagar una penalidad por cancelar el contrato.
El 2 de julio de 2001, en plena temporada de verano, la CityBird solicita al Tribunal de Comercio de Bruselas en un acuerdo con el fiscal. Esto permite que la empresa estaba temporalmente incapaz de pagar las deudas a los acreedores. Este era el momento en que CityBird comenzó a trabajar en un plan de recuperación. Por ello, la compañía anunció que poner un plan a largo plazo y dejar de centrarse en "ser rentable" a corto y medio plazo. Victor Hasson quería a finales de septiembre para presentar un plan de recuperación definitiva a los acreedores. 
Las directrices son la cesión de todos los destinos de larga distancia (incluyendo el Caribe), la limitación de la flota a un tipo de avión y se convierten en el 75% de la actividad actual. En una plantilla de 600 empleados sería de 50 a 100 despidos puede betekenen. El 4 de julio de 2001 el tribunal otorgado un acuerdo legal aumentó al 26 de septiembre de 2001, como Thomas Cook, las turbulentas City Bird 150 millones de francos (3,75 millones de euros) podría prestar a al final del año. Si CityBird contra el entonces ningún plan de recuperación realista puede referirse a, la quiebra es inevitable.
El 29 de agosto de 2001 a los accionistas se le preguntó por el Ayuntamiento de CityBird y el 13 de septiembre se le preguntó sobre la oferta de un comprador potencial. El personal y el sindicato sospecha de que podría ser Thomas Cook, el mayor cliente de la CityBird. La cotizada de CityBird Holding arrojó que la aerolínea no tenía otras actividades, es 57% propiedad de los ciudadanos. El precio de venta de la CityBird fue de 9,9 millones de euros. El 4 de septiembre se filtró a través de una carta que Thomas Cook es de hecho el cesionario candidato. Thomas Cook estaría dispuesto a asumir el B737 con el fin de asegurar los vuelos a la cuenca mediterránea. Thomas Cook propuso algunas condiciones de una reestructuración con éxito, la aprobación de los accionistas y la corte y el consentimiento de los acreedores con las propuestas financieras.
El 26 de septiembre de 2001 Thomas Cook anunció no estar interesado en una toma de posesión. El juez de Comercio de Thomas Cook entonces obligado a cumplir con los acuerdos de las últimas semanas. Sólo en este día expiró la resolución jurídica de la CityBird y la empresa ya no estaba protegido de los acreedores. Por tanto, los sindicatos creían que Thomas Cook esperaba la desaparición de la empresa para obtener mucho más barato. "Si Thomas Cook, los no cumplen los acuerdos, vamos a tratar de secuestrar a que muchos de sus pasajeros", dijo Michel Boels del sindicato socialista BBTK. El Viernes, 28 de septiembre de 2001 la recuperación se hizo definitiva. 34 de los 44 acreedores aprobaron el plan. Debido a esto CityBird fue capaz de convertir y sobrevivir unos pocos días, debido a que el lunes siguiente consiguió CityBird a finales día acordar.En lo judicial posteriormente el presidente de la CityBird Victor Hasson dijo que hay sólo unos pocos días para el dinero. "Todo depende de Thomas Cook. Que debe ser utilizado para registrar el compromiso de hacerse cargo de la empresa ", dijo Victor Hasson lunes 1 de octubre. Thomas Cook siguió negándose y dijo que en las actuales condiciones del mercado después del 11 de septiembre de 2001 CityBird no puede segir. El Jueves, 4 de octubre de 2001, finalmente ocurrió lo inevitable, CityBird se fue a la quiebra. 
Casi 700 personas pierden sus puestos de trabajo y dejan volar la nueva marca del B737-800. La quiebra de la CityBird era un presagio de otra muerte inminente. Poco más de un mes después de que Sabena, la segunda aerolínea más antigua del mundo con 15 000 empleados, se declaró en bancarrota. Toda la aerolínea belga se derrumba y el aeropuerto de Bruselas se mantiene con Virgin Express como el único portador de casa. Afortunadamente corrió la heroptsart SN Brussels Airlines razonablemente sin problemas y para crear nuevas empresas en Bruselas, entre ellos Thomas Cook Airlines Belgium, TUI Airlines Belgium y aerolíneas VG (que dejaron todo en 2002).

## Quiebre y posterior cierre
El golpe final llegó como Thomas Cook se retiró de un acuerdo para hacerse cargo de la compañía aérea, días antes de firmar un acuerdo. Un tribunal de Bruselas otorgó inicialmente la protección del crédito en julio, pero los problemas financieros de la compañía se convirtió en eventual irremediable y el tribunal declaró la empresa en quiebra en octubre 4.Wim Desmet, vicepresidente de operaciones belgas de Thomas Cook originalmente anunciado la intención de toma de posesión de la CityBird en julio. Se unió el director de CityBird Victor Hasson en una conferencia de prensa, donde Hasson anunció que la empresa había solicitado la protección de crédito. Las negociaciones comenzaron, y se decidió que la CityBird cesaría sus operaciones de carga no rentable y sus 767 operaciones de larga distancia (incluyendo vuelos a la República Dominicana y Kenia). 
En línea con las exigencias de Thomas Cook, la empresa accedió a despedir a cerca de 200 empleados de una plantilla total de 600 desde el comienzo de la temporada de invierno en noviembre. Una vez que los sindicatos habían aceptado estas medidas, Thomas Cook se comprometió a comprar la compañía por 400 millones de francos belgas mientras se hunde mil millones de francos belgas en la inversión de capital en un período de tiempo más largo.
Geert Sciot, presidente de la asociación de la periodista de aviación belga, explicó: "Justo antes de la firma, Thomas Cook anunció el acuerdo estaba apagado, lo que obviamente fue seguido por una disputa de la CityBird. Victor Hasson se enojó y se fue a los tribunales para persuadirlos de que la toma de posesión, en teoría, había tenido lugar, aunque sin la firma del contrato. El tribunal estuvo de acuerdo, pero Wim Desmet rechazó la decisión ". 
En respuesta, el tribunal obligado Thomas Cook para la toma de posesión de la empresa y decidió imponer una multa de 25 millones de francos belgas por cada día que se negó. Sin embargo, a la luz de la reciente quiebra Sciot cree que ya no se requieren estos pagos. Inmediatamente después del anuncio, la Autoridad de Aviación Civil belga quitó la licencia de la CityBird, lo que significaba efectivamente el final de la companyand la pérdida de los 600 puestos de trabajo. Muchos de los desempleados se dice que se debe presentar reclamaciones individuales contra Thomas Cook.There habían sido las preguntas planteadas por los que están en la CityBird, por qué el gobierno belga aparecía para preparar un paquete de ayuda de Sabena haciendo caso omiso de la difícil situación de la compañía de vuelos chárter . 
Sin embargo, el gobierno, que sigue siendo el propietario mayoritario de Sabena, dejó en claro que no iba a ayudar a la ciudad de aves, ya que era una empresa totalmente privada. Cuando se le preguntó sobre el futuro de los viajes aéreos de Bélgica, Sciot admitió: "Ahora nos enfrentamos a un problema enorme, porque se nos ha dejado con la compañía aérea sólo un charter (Sobelair) y que es también para la venta en este momento. Obviamente esta situación no es buena para la libre competencia. "A medida que la CityBird fue declarada en quiebra, Ryanair, Michael O'Leary, consejero delegado presentó una denuncia ante la Unión Europea en relación con un préstamo potencial del gobierno belga Sabena. 
El jefe aerolínea de bajo coste, dijo que esto contravenía las normas comunitarias de defensa de la competencia. Sciot comentó: "Michael O'Leary ha sido muy hipócrita, porque Ryanair está ya fuertemente subvencionada por el [área de habla francesa de Bélgica] Waloon gobierno. La empresa recibe una gran cantidad de ayuda en el aeropuerto de Charleroi, que es su base belga "Enda O'Toole, un portavoz de Ryanair, no del todo de acuerdo:". 
La razón principal por la que no vamos a los aeropuertos principales, es porque son demasiado congestionado. Sin embargo, para ofrecer tarifas bajas que necesitamos una base de bajo costo, lo que obtenemos de un aeropuerto secundario. Regiones están dispuestos a Ryanair para establecer nuevas rutas porque se benefician mucho de la creciente turismo. "O'Toole confirmó que Michael O'Leary no oculta el hecho de que él espera a ver qué aeropuerto le dará la mejor oferta .

## Destinos
- Cuba

Aeropuerto Juan Gualberto Gómez
- República Dominicana

Aeropuerto Internacional las Américas
- México

•Aeropuerto Internacional de Cancún
•Aeropuerto Internacional de Puerto Vallarta
•Aeropuerto Internacional de la Ciudad de México
- Estados Unidos

•Aeropuerto de Los Ángeles
•Aeropuerto de Miami
•Aeropuerto de Orlando
•Aeropuerto de San Francisco
- Bélgica

Aeropuerto de Bruselas-National

## Flota
| Aeronave                | Matrícula         | Fecha de adquisición                        | Fecha de salida          |
| ----------------------- | ----------------- | ------------------------------------------- | ------------------------ |
| Airbus A300             | OO-CTT 755        | 22 de julio de 1999                         | 18 de febrero de 2002    |
| Airbus A300             | OO-CTU 758        | 19 de agosto de 1999                        | 18 de febrero de 2002    |
| Boeing 737              | OO-CTX 23718/1402 | 4 de agosto de 2000                         | 25 de enero de 2002      |
| Boeing 737              | OO-CTG 28491/2832 | 27 de abril de 2000                         | 10 de abril de 2001      |
| Boeing 737              | OO-GTV 29000/3033 | 6 de enero de 2000                          | 8 de octubre de 2001     |
| Boeing 737              | OO-GTW 29001/3040 | 22 de enero de 2000                         | 8 de octubre de 2001     |
| Boeing 737              | OO-VEK 24270/1726 | 30 de octubre de 2000                       | 3 de octubre de 2001     |
| Boeing 737              | OO-CYI 30274/845  | 14 de mayo de 2001                          | 9 de octubre de 2001     |
| Boeing 737              | OO-CYN 30272/824  | 26 de abril de 2001                         | 9 de octubre de 2001     |
| Boeing 737              | OO-CYS 28644/839  | 11 de mayo de 2001                          | 5 de diciembre de 2001   |
| Boeing 767              | OO-CTA 27477/780  | 28 de febrero de 2001 (10 de marzo de 2000) | 24 de septiembre de 2001 |
| Boeing 767              | OO-CTQ 28159/689  | 10 de junio de 1999 (20 de febrero de 1998) | 26 de abril de 2000      |
| Boeing 767              | OO-CTR 28495/643  | 28 de enero de 2001 (8 de abril de 1998)    | 9 de agosto de 2001      |
| McDonnell Douglas MD 11 | N273WA 48519/539  | 26 de julio de 1997                         | Marzo de 1998            |
| McDonnell Douglas MD 11 | N280WA 48458/449  | 30 de mayo de 1997                          | 22 de julio de 1997      |
| McDonnell Douglas MD 11 | OO-CTB 48766      | 29 de marzo de 1997                         | 29 de enero de 2002      |
| McDonnell Douglas MD 11 | OO-CTS 48756/623  | 1 de marzo de 2001                          | Septiembre de 2001       |

- Datos: Q2325152
- Multimedia: Citybird / Q2325152